# São Gens (Fafe)
São Gens é uma povoação portuguesa sede da Freguesia de São Gens do Município de Fafe, freguesia com 14,80 km² de área e 1643 habitantes (censo de 2021), tendo, por isso, uma densidade populacional de 111 hab./km².

Localização da Freguesia de São Gens no Município de Fafe

A Freguesia de São Gens é uma das poucas freguesias portuguesas territorialmente descontínuas, consistindo em duas partes de extensão muito diferente: a parte principal (cerca de 95% do território da freguesia) e um pequeno exclave (lugar de Vilela) a sul, entre as freguesias de Quinchães e Ardegão, Arnozela e Seidões, do mesmo município.

## Demografia
A população registada nos censos foi:
| Ano  | 0-14 Anos | 15-24 Anos | 25-64 Anos | > 65 Anos |
| 2001 | 347       | 296        | 971        | 274       |
| 2011 | 261       | 198        | 912        | 332       |
| 2021 | 184       | 179        | 868        | 412       |